# Назон, Дюкенс
Дюкенс Мосес Назон (фр. Duckens Moses Nazon; род. 7 апреля 1994, Шатне-Малабри) — гаитянский футболист, нападающий клуба ЦСКА София и сборной Гаити.

## Клубная карьера

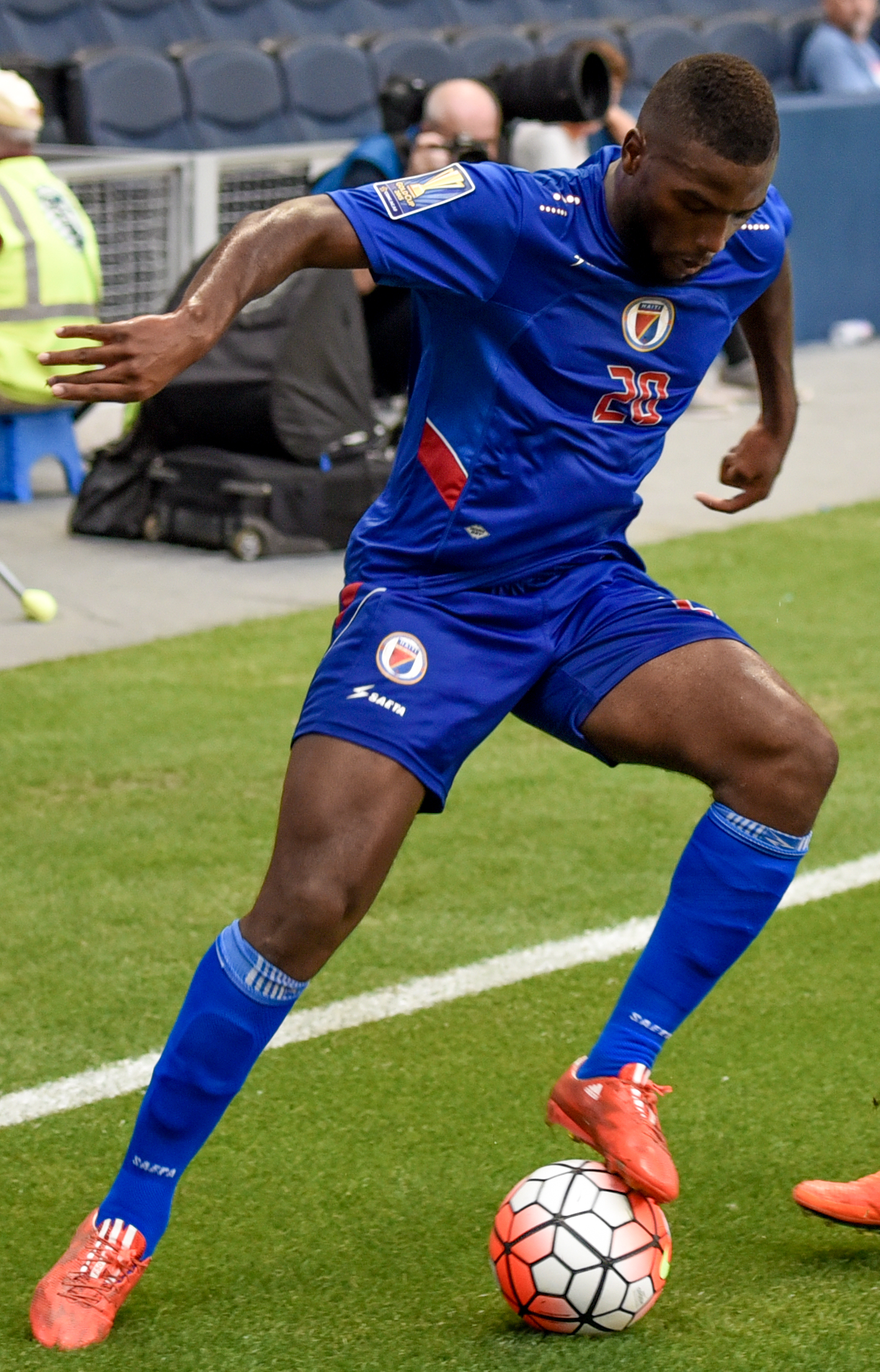
Назон в составе сборной Гаити

Назон начал карьеру на родине во французском клубе «Лорьян». Из-за высокой конкуренции он играл за команду дублёров и за основу не сыграл ни минуты. По окончании сезона Дюкенс покинул «Лорьян» на протяжении двух сезонов выступал за команды низших дивизионов «Рой-Ньон» и «Сен-Кантен». В последней Назон забил 10 мячей в 13 матчах и получил приглашение от «Лаваля». Первые полгода он выступал за дублёров. 7 августа в матче против Нанси Назон дебютировал в Лиге 2. 18 декабря в поединке против «Нима» он забил свой первый гол за «Лаваль».
Летом 2016 года Дюкенс перешёл в португальскую «Тонделу», но не сыграв ни одного матча, был продан в индийский «Керала Бластерс». 1 октября в матче против «Норт-Ист Юнайтед» он дебютировал в индийской Суперлиге.
Летом 2017 года Дюкенс подписал контракт с английским «Вулверхэмптон Уондерерс». Сразу же для получения игровой практики Назон был отдан в аренду в «Ковентри Сити». 5 августа в матче против «Ноттс Каунти» он дебютировал во Второй английской лиге. В поединке против «Карлайл Юнайтед» Дюкенс забил свой первый гол за «Ковентри Сити». В начале 2018 года Назон на правах аренды перешёл в «Олдем Атлетик». 27 января в матче против «Плимут Аргайл» он дебютировал в Первой английской лиге. 10 февраля в поединке против «Блэкберн Роверс» Дюкенс сделал «дубль», забив свои первые голы за «Олдем Атлетик».
Летом 2018 года Назон подписал трёхлетний контракт с бельгийским клубом «Сент-Трюйден». 11 августа в матче против «Локерена» он дебютировал в Жюпиле лиге. В начале 2019 года Назон на правах аренды перешёл в шотландский «Сент-Миррен». 2 февраля в матче против «Рейнджерс» он дебютировал в шотландской Премьер-лиге. 16 февраля в поединке против «Абердина» Дюкенс забил свой первый гол за «Сент-Миррен». По окончании аренды Назон вернулся в «Сент-Трюйден». 17 октября 2020 года в поединке против «Беерсхота» Дюкенс забил свой первый гол за клуб. В 2021 году Назон отыграл сезон за «Кевийи Руан».
Летом 2022 года Назон перешёл в софийский ЦСКА. 25 июля в матче против Черно море он дебютировал в чемпионате Болгарии. 31 июля в поединке «Берое» Дюкенс забил свой первый гол за ЦСКА. 8 мая 2023 года в матче против «Ботева» он делал хет-трик. По итогам сезона он стал лучшим бомбардиром команды и помог ей выиграть чемпионат.

## Международная карьера
В 2013 году Назон в составе молодёжной сборной Гаити принял участие в молодёжном чемпионате КОНКАКАФ. На турнире он сыграл в матчах против сборных США и Коста-Рики.
5 марта 2014 года в товарищеском матче против сборной Косово Назон дебютировал за сборную Гаити.
В 2015 году в составе сборной Дюкенс принял участие в розыгрыше Золотого кубка КОНКАКАФ. На турнире он сыграл в матче против сборной Гондураса, США, Панамы и Ямайки. В поединках против панамцев и гондурасцев Назон забил два гола. Мяч в ворота сборной Панамы стал для него первым в составе национальной команды.
В 2016 году Дюкенс попал в заявку на участие в Кубке Америки в США. На турнире он сыграл в матчах против команд Перу, Бразилии и Эквадора.
Летом 2019 года Назон был вызван в сборную для участия в Золотом кубке КОНКАКАФ. На турнире он сыграл в матчах против сборных Бермуд, Никарагуа, Коста-Рики, Канады и Мексики. В поединках против канадцев и коста-риканцев Дюкенс забил по голу.
В 2021 году в составе сборной Назон в третий раз принял участие в Золотом кубке КОНКАКАФ. На турнире он сыграл в матче против команды США.
В 2023 году в составе сборной Назон в четвёртый раз принял участие в Золотом кубке КОНКАКАФ. На турнире он сыграл в матчах против команд Катара, Мексики и Гондураса. В поединке против катарцев Дюкенс забил гол.

### Голы за сборную Гаити
| #   | Дата             | Место                                                                 | Противник                | Счет | Результат | Соревнование                                 |
| --- | ---------------- | --------------------------------------------------------------------- | ------------------------ | ---- | --------- | -------------------------------------------- |
| 01. | 8 июля 2015      | Тойота Стэдиум, Фриско, США                                           | Панама                   | 1:1  | 1:1       | Золотой кубок КОНКАКАФ 2015                  |
| 02. | 14 июля 2015     | Спортинг Парк, Канзас-Сити, США                                       | Гондурас                 | 1:0  | 1:0       | Золотой кубок КОНКАКАФ 2015                  |
| 03. | 4 сентября 2015  | Крикет Стэдиум, Сент-Джорджес, Гренада                                | Гренада                  | 1:3  | 1:3       | Чемпионат мира 2018 (квалификация)           |
| 04. | 8 сентября 2015  | Сильвио Катор, Порт-о-Пренс, Гаити                                    | Гренада                  | 2:0  | 3:0       | Чемпионат мира 2018 (квалификация)           |
| 05. | 6 сентября 2016  | Индепенденс Парк, Кингстон, Ямайка                                    | Ямайка                   | 0:2  | 0:2       | Чемпионат мира 2018 (квалификация)           |
| 06. | 9 ноября 2016    | Сильвио Катор, Порт-о-Пренс, Гаити                                    | Французская Гвиана       | 2:0  | 2:5       | Карибский кубок 2017 (квалификация)          |
| 07. | 14 ноября 2016   | Уорнер Парк Спортс Комплекс, Бастер, Сент-Китс и Невис                | Сент-Китс и Невис        | 0:1  | 0:2       | Карибский кубок 2017 (квалификация)          |
| 08. | 14 ноября 2016   | Уорнер Парк Спортс Комплекс, Бастер, Сент-Китс и Невис                | Сент-Китс и Невис        | 0:2  | 0:2       | Карибский кубок 2017 (квалификация)          |
| 09. | 10 октября 2017  | Ниссан, Иокогама, Япония                                              | Япония                   | 2:2  | 3:3       | Kirin Challenge Cup 2017                     |
| 10. | 10 октября 2017  | Ниссан, Иокогама, Япония                                              | Япония                   | 2:3  | 3:3       | Kirin Challenge Cup 2017                     |
| 11. | 10 сентября 2018 | Сильвио Катор, Порт-о-Пренс, Гаити                                    | Синт-Мартен              | 2:0  | 13:0      | Лига наций КОНКАКАФ 2019/20 (квалификация)   |
| 12. | 10 сентября 2018 | Сильвио Катор, Порт-о-Пренс, Гаити                                    | Синт-Мартен              | 4:0  | 13:0      | Лига наций КОНКАКАФ 2019/20 (квалификация)   |
| 13. | 10 сентября 2018 | Сильвио Катор, Порт-о-Пренс, Гаити                                    | Синт-Мартен              | 5:0  | 13:0      | Лига наций КОНКАКАФ 2019/20 (квалификация)   |
| 14. | 10 сентября 2018 | Сильвио Катор, Порт-о-Пренс, Гаити                                    | Синт-Мартен              | 7:0  | 13:0      | Лига наций КОНКАКАФ 2019/20 (квалификация)   |
| 15. | 10 сентября 2018 | Сильвио Катор, Порт-о-Пренс, Гаити                                    | Синт-Мартен              | 8:0  | 13:0      | Лига наций КОНКАКАФ 2019/20 (квалификация)   |
| 16. | 24 марта 2019    | Сильвио Катор, Порт-о-Пренс, Гаити                                    | Куба                     | 1:0  | 2:1       | Лига наций КОНКАКАФ 2019/2020 (квалификация) |
| 17. | 24 июня 2019     | Ред Булл Арена, Гаррисон, США                                         | Коста-Рика               | 1:1  | 2:1       | Золотой кубок КОНКАКАФ 2019                  |
| 18. | 29 июня 2019     | Эн-ар-джи Стэдиум, Хьюстон, США                                       | Канада                   | 1:2  | 3:2       | Золотой кубок КОНКАКАФ 2019                  |
| 19. | 10 октября 2019  | Рикардо Саприсса, Сан-Хосе, Коста-Рика                                | Коста-Рика               | 1:1  | 1:1       | Лига наций КОНКАКАФ 2019/20                  |
| 20. | 5 июня 2021      | Национальный стадион Теркса и Кайкоса, Провиденсьялес, Теркс и Кайкос | Теркс и Кайкос           | 1:0  | 10:0      | Чемпионат мира 2022 (квалификация)           |
| 21. | 5 июня 2021      | Национальный стадион Теркса и Кайкоса, Провиденсьялес, Теркс и Кайкос | Теркс и Кайкос           | 2:0  | 10:0      | Чемпионат мира 2022 (квалификация)           |
| 22. | 5 июня 2021      | Национальный стадион Теркса и Кайкоса, Провиденсьялес, Теркс и Кайкос | Теркс и Кайкос           | 3:0  | 10:0      | Чемпионат мира 2022 (квалификация)           |
| 23. | 5 июня 2021      | Национальный стадион Теркса и Кайкоса, Провиденсьялес, Теркс и Кайкос | Теркс и Кайкос           | 4:0  | 10:0      | Чемпионат мира 2022 (квалификация)           |
| 24. | 2 июля 2021      | Драйв Пинк Стэдиум, Форт-Лодердейл, США                               | Сент-Винсент и Гренадины | 1:0  | 6:1       | Золотой кубок КОНКАКАФ 2021 (квалификация)   |
| 25. | 2 июля 2021      | Драйв Пинк Стэдиум, Форт-Лодердейл, США                               | Сент-Винсент и Гренадины | 4:1  | 6:1       | Золотой кубок КОНКАКАФ 2021 (квалификация)   |
| 26. | 2 июля 2021      | Драйв Пинк Стэдиум, Форт-Лодердейл, США                               | Бермуды                  | 4:1  | 4:1       | Золотой кубок КОНКАКАФ 2021 (квалификация)   |
| 27. | 25 марта 2023    | Блейкс Эстейт, Лукаут, Мотсеррат                                      | Монтсеррат               | 0:1  | 0:4       | Лига наций КОНКАКАФ 2022/2023                |
| 28. | 26 июня 2023     | Эн-ар-джи Стэдиум, Хьюстон, США                                       | Катар                    | 1:1  | 2:1       | Золотой кубок КОНКАКАФ 2023                  |

## Достижения
Клубные
 ЦСКА София
- Победитель чемпионата Болгарии — 2022/2023